# Henry Herman Harjes
Henry Herman Harjes (20 février 1875 - 20 août 1926) est un américain d'origine française, banquier de Morgan, Harjes & Co. et joueur de polo.

## Jeunesse

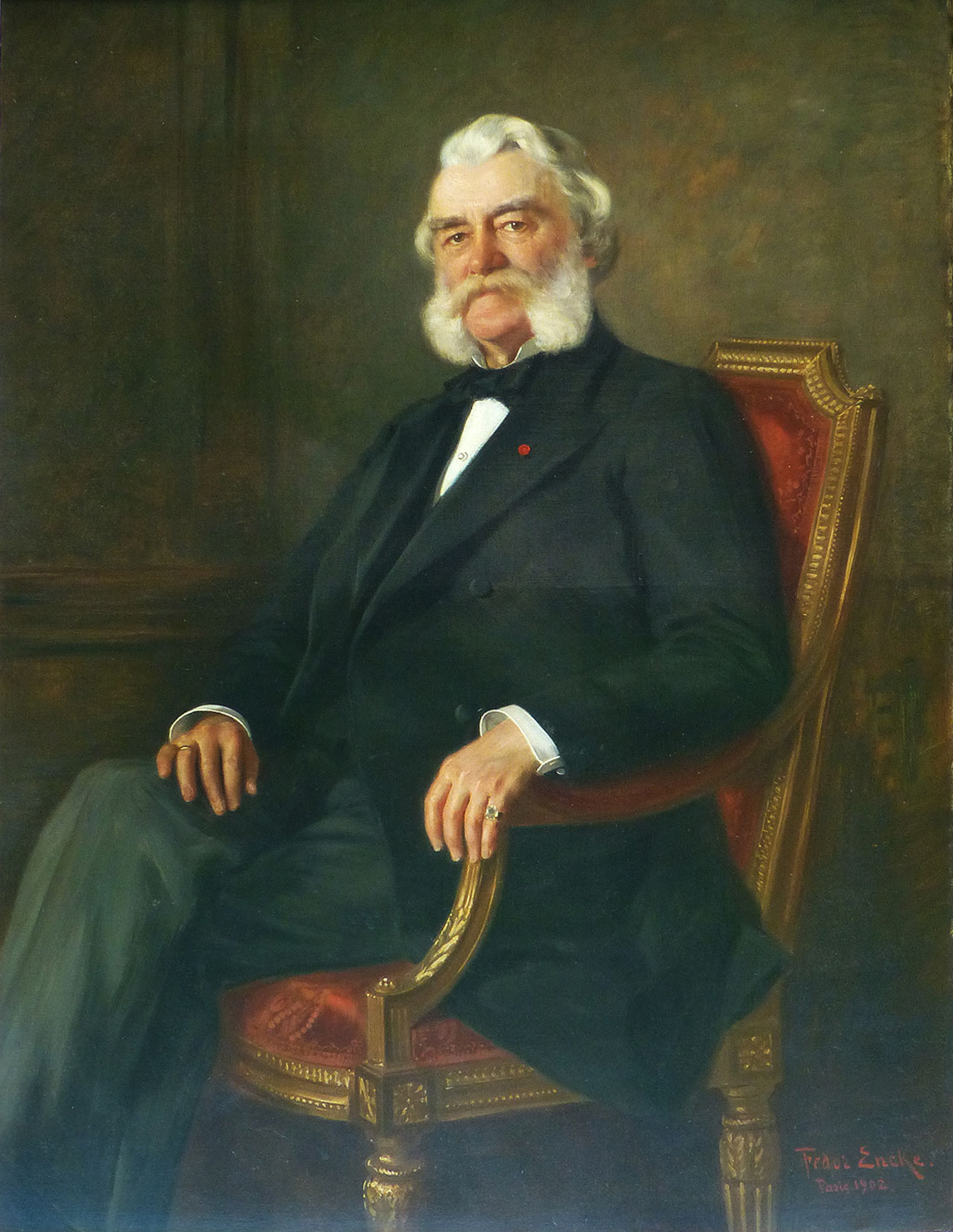
Portrait de son père, John H. Harjes, par Fedor Encke, 1903.

Henry Herman Harjes est né le 20 février 1875 à Paris, France. Il est le fils de John Henry Harjes (1829-1914), et d’Amélia Harjes, née Hessenbruch (1841-1934). Parmi ses frères et sœurs figurent Louise Rosalie Harjes, épouse de Charles Messenger Moore, Amélia Mae Harjes, John Henry Harjes Jr., Margaretha « Nelly » Harjes, épouse du bijoutier Jacques-Théodule Cartier (1884-1942).
Ses grands-parents maternels sont Theophilus et Bertha Hessenbruch, née Everts,.
Il reçoit l'éducation de précepteurs privés en Angleterre et en Amérique, avant de commencer sa carrière comme commis de bureau chez JP Morgan & Co. en 1896.

## Carrière

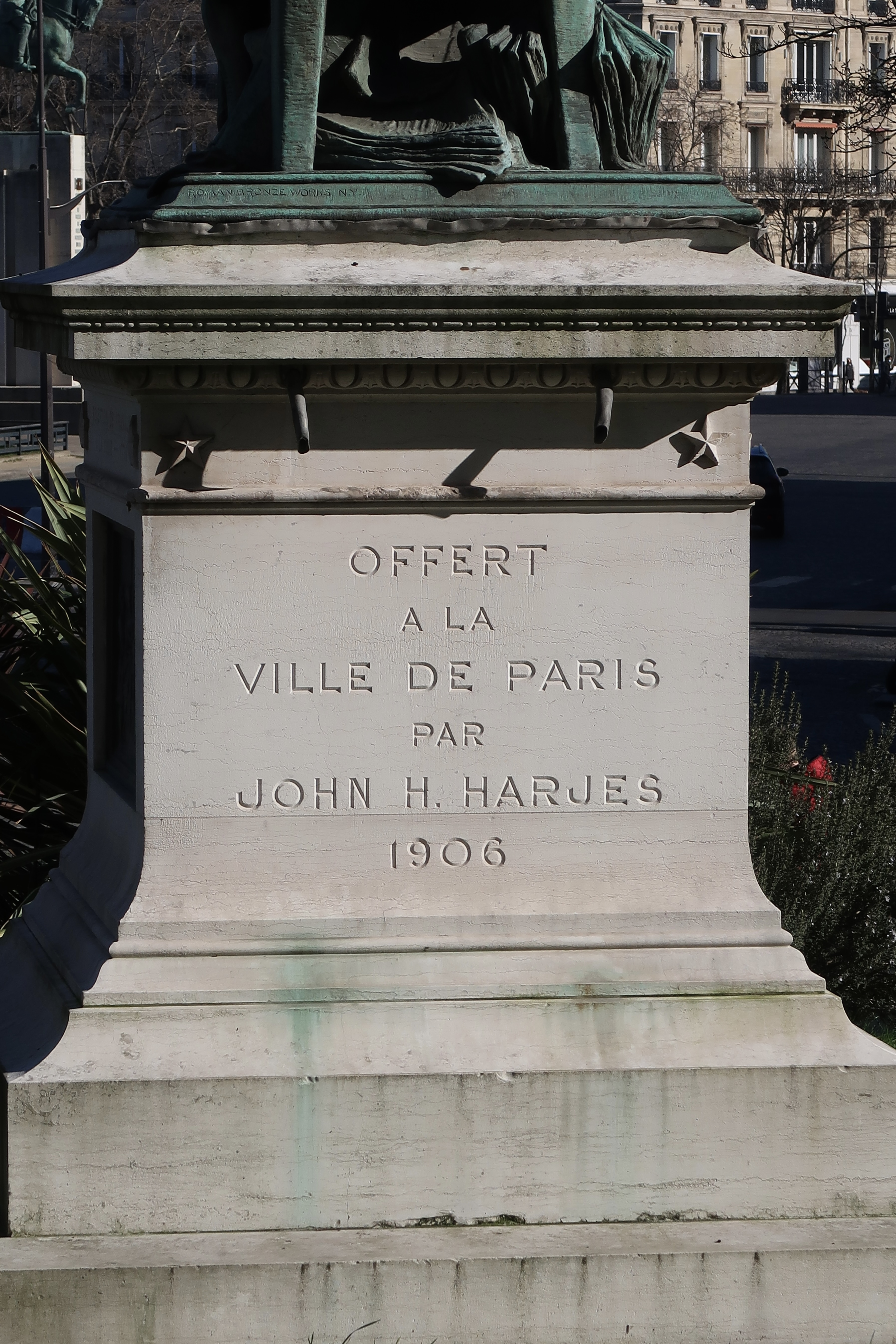
Inscription square de Yorktown (Paris).

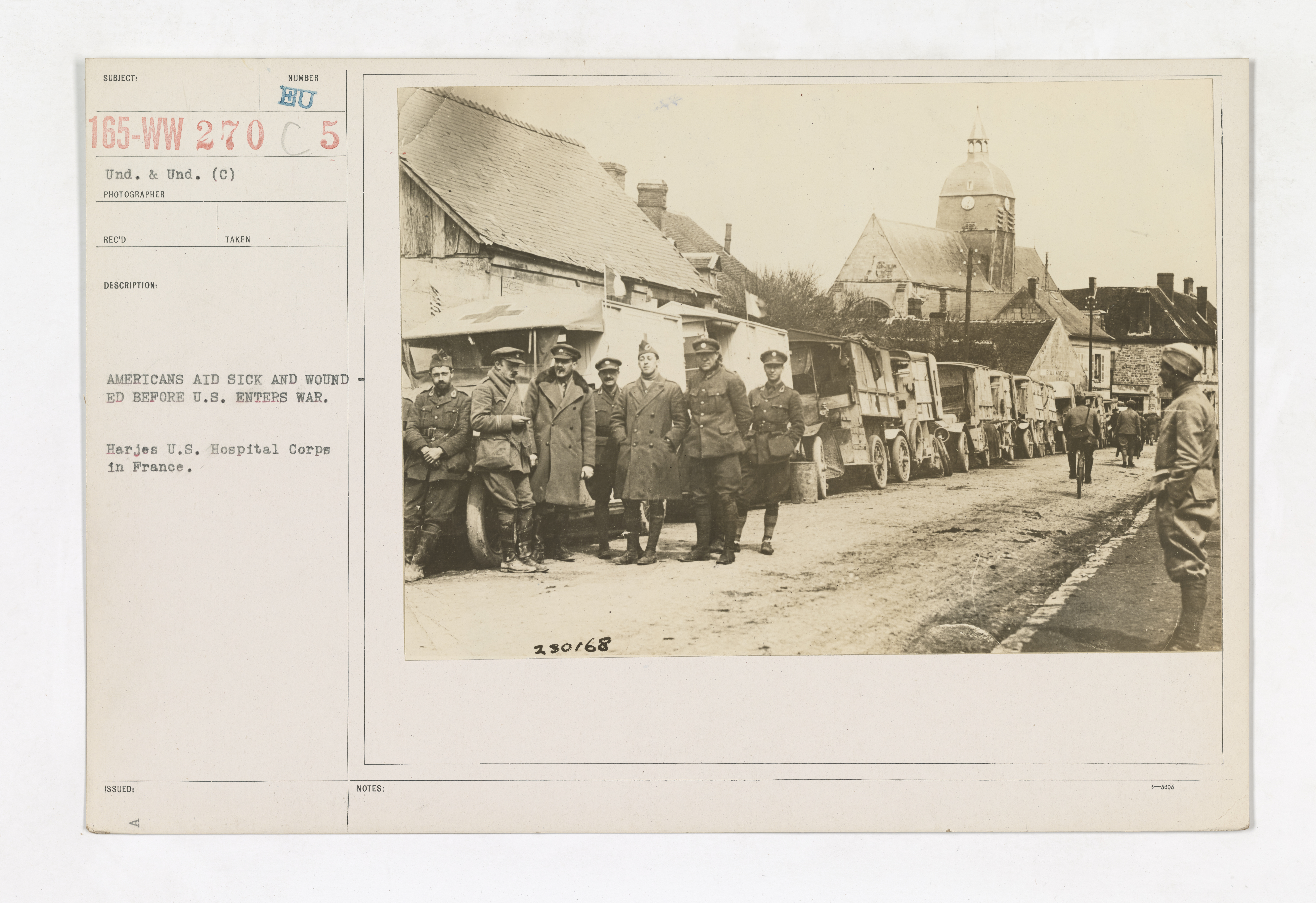
Photographie du corps hospitalier de Harjes en France, c. 1917 – 1918.

Henry Herman Harjes est un banquier de premier plan devenu l'associé principal de Morgan, Harjes & Co. à Paris, fondée sous le nom de Drexel, Harjes & Co. par son père John Harjes en 1868, après avoir quitté Philadelphie pour Paris en 1854. Henry Herman Harjes et son père, né en Suisse et devenu citoyen américain, sont parmi les fondateurs en 1906 de l'hôpital américain de Paris. Le jeune Harjes hérite de la direction de l'entreprise en 1909 à la retraite de son père. À sa mort en 1914, Henry Herman Harjes est l'un des trois exécuteurs testamentaires (avec sa mère et Edward T. Stotesbury) de la succession de plusieurs millions de dollars de son père.
Au dos du monument à Benjamin Franklin, square de Yorktown (16e arrondissement de Paris), une inscription indique : « Offert à la ville de Paris par John H. Harjes – 1906 ».
Pendant la Première Guerre mondiale, Henry Herman Harjes joue un rôle significatif en coulisses en négociant des prêts importants pour les Alliés. Au fur et à mesure, la banque Morgan est devenu pour les Alliés l'agent d'achat exclusif aux États-Unis. Pendant la guerre, il est à la tête de l'American Relief Clearing House chargé de canaliser les contributions américaines vers la France et, de 1914 à 1917, il est le principal représentant de la Croix-Rouge américaine en France. Il fonde la Harjes Formation, un groupe de chauffeurs d'ambulance bénévoles, qui fusionne avec l'American Volunteer Motor Ambulance Corps de Richard Norton pour devenir le Norton-Harjes.
Lorsque les services médicaux passent sous la responsabilité des militaires en juillet 1917, Henry Herman Harjes démissionne, s'enrôle avec les Américains en tant que lieutenant-colonel et sert en tant qu'officier de liaison en chef pour les forces expéditionnaires américaines avec le haut commandement français. Il est blessé au combat en août 1918. Pour ses actions durant la guerre, la France lui décerne la croix de guerre, tandis que les États-Unis et d'autres pays alliés lui décernent plusieurs décorations.

### Jeu de polo
Apparemment, Henry Herman Harjes introduit le polo en France. Souffrant d'une jambe raide à la suite d'une blessure de guerre, Henry Herman Harjes décide d'arrêter complètement de jouer au polo, mais est tué dans un accident en 1926, lors du dernier match qui devait mettre fin à sa carrière. À l'époque, il joue avec Lord Montbatten et le duc de Peneranda (en).
Parmi les principaux joueurs de polo de son époque, « l'opinion unanime était que la mort de M. Harje était due à son refus de dépenser de l'argent de façon extravagante pour ses poneys. Alors que d'autres joueurs comme le baron Robert de Rothschild, le duc de Peneranda et M. Martinez de Hoz gardaient tous huit poneys, pour lesquels ils étaient prêts à payer jusqu'à 5 000 $ ou 6 000 $ chacun, M. Harjes n'en gardait que cinq de qualité médiocre ».

## Vie privée

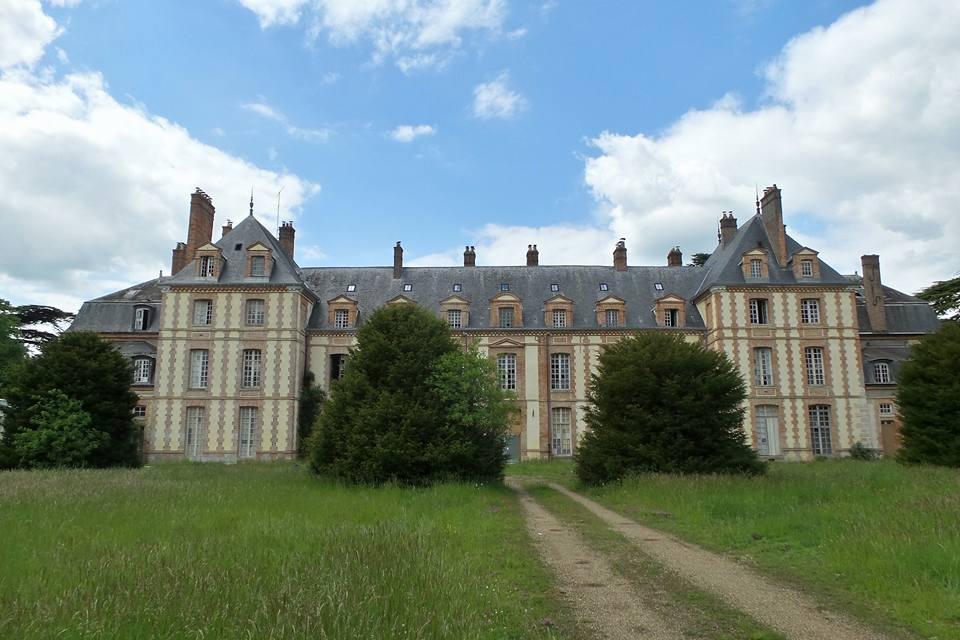
Le château d'Abondant, la résidence de Henry Herman Harjes près de Paris.

Le 20 octobre 1897, Harjes épouse l'héritière Marie Robertina Graves (1873-1905) à « My Fancy », la maison de campagne de Malcolm Webster Ford à Babylone sur Long Island. Ford était marié à la sœur de Marie, Janet Wilhelmina Graves.
Elle est la fille de Robert et Césarine Graves, née Barbey. Ils eurent deux filles :
- Hope Dorothy Harjes (1898-1923), morte dans un accident de cheval[21] ;
- Césarine Amélia Marie Harjes (1899-1949), épouse en 1930 du banquier Ralph Wormely Curtis (1908-1973), fils de Ralph Wormeley Curtis[22].

Après la mort de sa première femme de la tuberculose en 1905 à Carlsbad, Nouveau-Mexique, il se remarie quelques années plus tard à Frederica Vesta (née Berwind) Gilpin (1884-1954) le 20 février 1911 à l'église de la rue de Berri,. Frederica, divorcée de Charles Gilpin III en janvier 1911,, est une fille de Charles Frederick Berwind (le frère d'Edward Julius Berwind et de Julia Berwind) et d'Anita Berwind (née Hickman). Deux de ses sœurs, Édith, la baronne von Kleist, et Fanny, la comtesse von Montgelas, se sont mariées dans l'aristocratie allemande.
Frederica et Henry, qui vivent au 49 rue de la Faisanderie à Paris (rue qui a remporté en 1905 le concours de façades de la ville de Paris et a été conçu par l'architecte danois Hans-Georg Tersling), ont pour enfants :
- Charles Berwind Harjes (1904-1952)[29], qui épouse Elizabeth Schuster (1913-1980) en 1935[30].
- Henry Herman Harjes Jr. (1912-1994), qui épouse Joan Blake (1916-1983), petite-fille de William Phipps Blake et demi-sœur de Mme Irving Berlin, en 1934[31],[32],[33]. Ils divorcent en 1947[34] et il se remarie avec Elisabeth Hélène « Tauni » de Lesseps (1915-2001), une petite-fille de Ferdinand de Lesseps, en 1947[35].
- John Frederick Harjes (1914-1972), un diplômé de l'université de Cambridge qui s'est marié et a divorcé deux fois[36].

En 1920, il acquiert du duc de Vallombrosa le château d'Abondant, une demeure de quatre étages entourée d'un parc 200 hectares en dehors de Paris. Le château d'Abondant a été conçu par l'architecte Jean Mansart de Jouy et fait partie d'un ensemble de châteaux situés près de Dreux, à 80 km de la capitale, dans le département d'Eure-et-Loir, dont le château d'Anet et le château de Saint-Georges Motel (propriété de Consuelo Vanderbilt),. Son fils Henry vend le château en 1937 au baron Jules de Koenigswarter de Paris et à son épouse Pannonica Rothschild.
Henry Herman Harjes décède le 20 août 1926 à Deauville. Après des funérailles solennelles conduites par le révérend Frederick W. Beekman, auxquelles assistent JP Morgan, Dwight Morrow, Benjamin Strong, S. Parker Gilbert, le général John J. Pershing et John Grier Hibben, il est enterré à Versailles. Il lègue l'intégralité de sa succession à sa femme et à ses trois enfants, sa femme et John Ridgeley Carter étant co-exécuteurs testamentaires.
En 1936, sa femme se remarie à Seton Porter et vit au 834 Fifth Avenue à New York. Elle est morte en juin 1954 à Newport, Rhode Island.